# Arroyo Guayubirá
Der Arroyo Guayubirá ist ein Fluss im Norden Uruguays.
Der wenige Kilometer lange Fluss entspringt auf dem Gebiet des Departamento Artigas einige Kilometer südöstlich der Departamento-Hauptstadt Artigas und circa zwei bis drei Kilometer östlich der Ruta 30. Von dort fließt er in nördlicher bis nordöstlicher Richtung und mündet einige Kilometer südöstlich von Artigas als linksseitiger Nebenfluss in den Río Cuareim.